# Passo Duron
Il Passo Duron (1.076 m s.l.m.), noto anche come "Forcella di Lius", è un valico alpino delle Alpi Carniche costruito nel 1913, in Carnia orientale che collega la Val Chiarsò ad est con la val Pontaiba ad ovest. La strada che sale al valico presenta pendenze molto ripide a strappi sebbene di lunghezza non particolarmente elevata.
Il strada attraversa partendo da Paluzza i paesi di Treppo Carnico e di Ligosullo nel comune di Treppo Ligosullo e successivamente al valico attraversa la cittadina di Paularo.
Il suo nome deriva dalla località boschiva che la strada percorre prima di giungere allo scollinamento in direzione Paularo.